# 北京科技大学
北京科技大学（英語: University of Science and Technology Beijing）は、中国北京市海淀区学院路30号に本部を置く中国の公立大学。1952年創立、1952年大学設置。
大学の略称は北科大。2014年時点では、学校の面積は80.46万平方メートル、建築面積は84.49万平方メートル、生徒数約27000余人、本科と専科生13393余人、研究生9820人、外国留学生829人、教職員3385人。

## 略歴

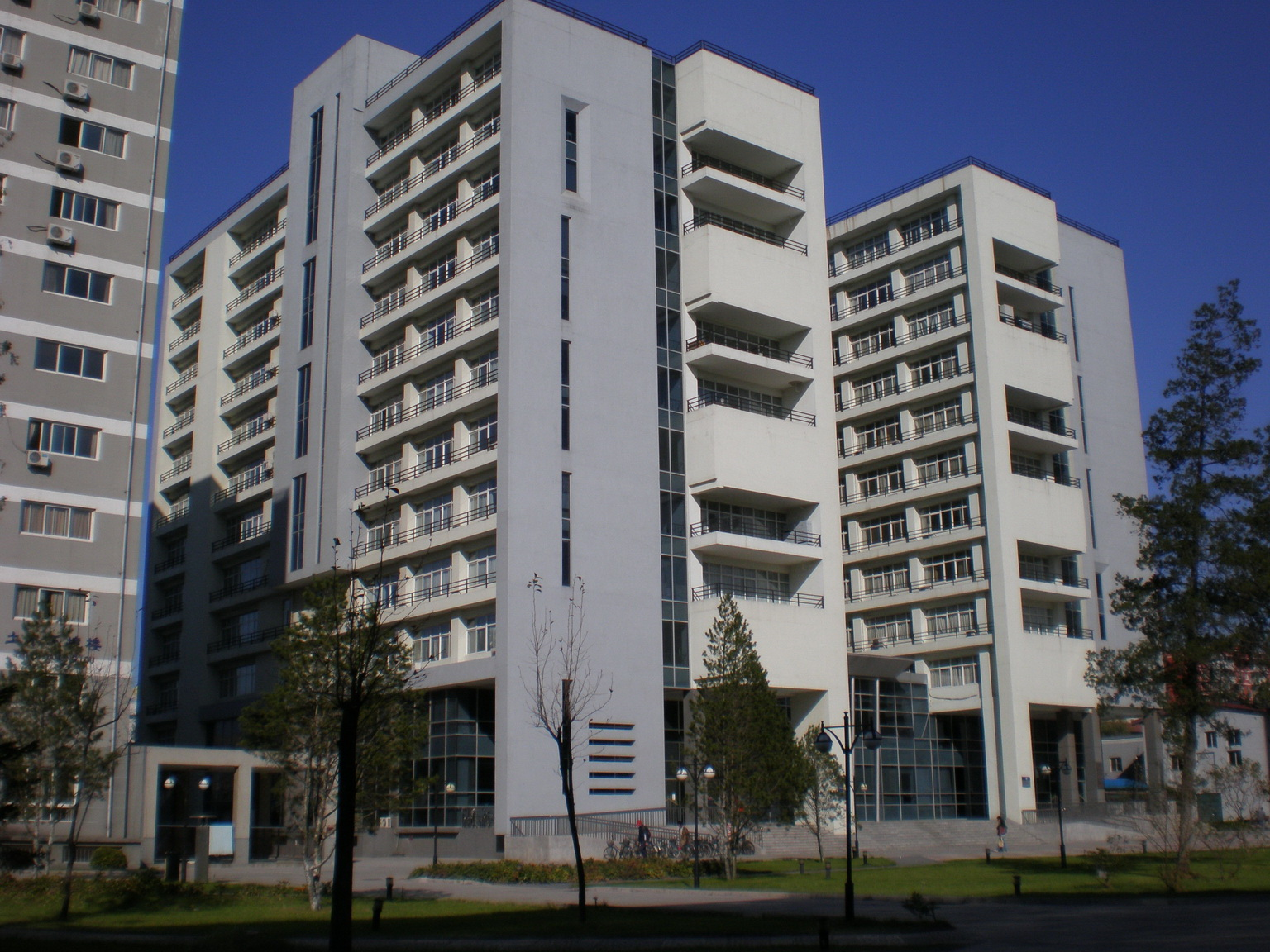
計算機と通信工程学院。

- 北洋大学冶金系、采砿系金属砿組·唐山鐵道学院冶金系·北京工業学院冶金、採砿と鋼鐵機械専業·西北工学院冶金系·山西大学冶金系·清華大学採砿系採金属組が合併し「北京鋼鐵工業学院」設立。[2]

- 1960年2月4日、「北京鋼鐵学院」と改称。

- 1988年4月22日、名称を北京科技大学に変更。

## 基礎データ
- 所在地
  - 北京市海淀区学院路30号

- 校訓

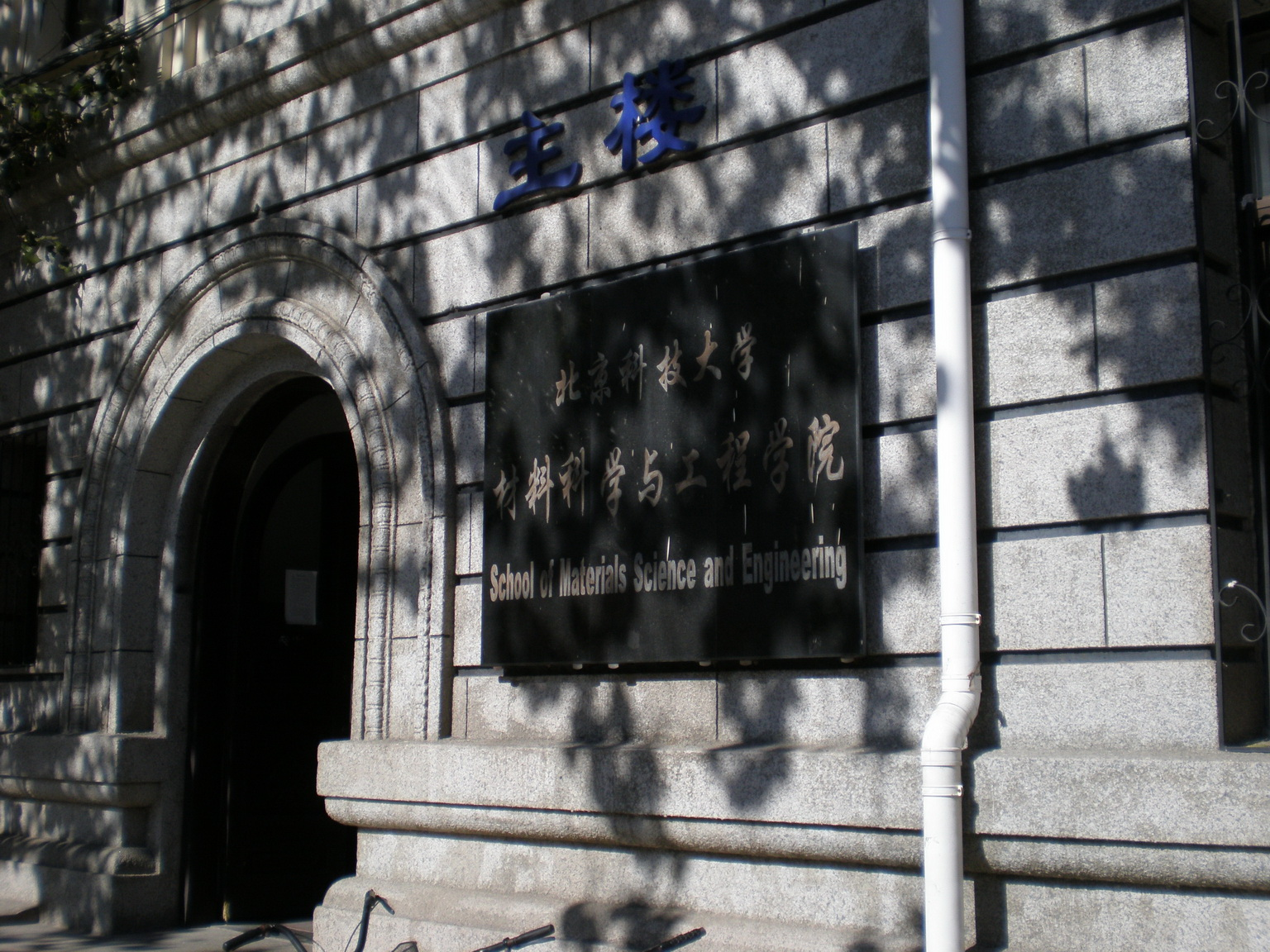
校門。

  - 「求實鼎新」。校訓は周易の「雜卦」に見える「鼎、取新也」の名句に由来する。

- 校歌
  - 「北京科技大学校歌」。

## 組織
「学院」も「系」も日本の大学の学部にほぼ相当する。「学部」は「学院」と「系」の上の編成で、実体はなく、日本の「学部」とは位置付けが異なっている。妙訳がないのでそのまま記す。

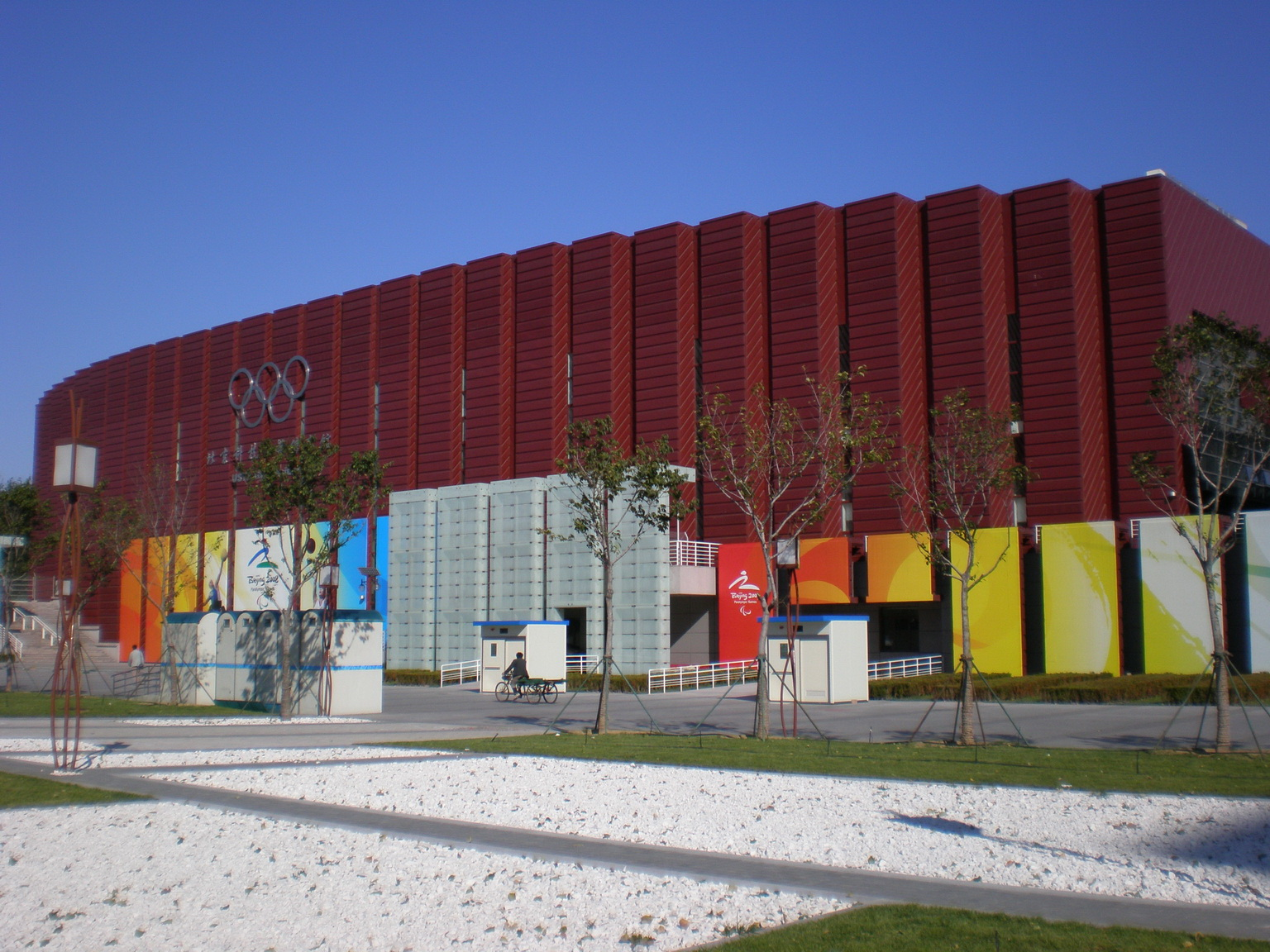
体育館。

- 土木と環境工程学院
- 冶金と生態工程学院
- 材料科学と工程学院
- 機械工程学院
- 自動化学院
- 計算機と通信工程学院
- 数理学院
- 化学と生物工程学院
- 東凌経済管理学院
- 文法学院
- マルクス主義学院
- 外国語学院
- 高等工程師学院
- 遠程と成人教育学院
- 継続教育学院
- 国際学院
- 体育部

## 附属機関

### 附属学校
- 北京科技大学附属小学

### 附属図書館
- 北京科技大学図書館 - 蔵書数は全館合計で約175万冊

## 大学の人物一覧

### 教授
- 学長：楊仁樹
- 党委書記：羅維東

### 歴代学長
| 任期                  | 名字   | 注 |
| --------------------- | ------ | -- |
| 1952年12月-1956年6月  | 魏景昌 |    |
| 1956年6月-1966年7月   | 高芸生 |    |
| 1979年2月-1983年10月  | 張文奇 |    |
| 1983年10月-1990年10月 | 王潤   |    |
| 1990年10月-1993年3月  | 李静波 |    |
| 1993年3月-2004年6月   | 楊天鈞 |    |
| 2004年6月-2013年1月   | 徐金梧 |    |
| 2013年1月—            | 張欣欣 |    |

### 歴代書記
| 任期                  | 名字   | 注 |
| --------------------- | ------ | -- |
| 1952年12月-1953年10月 | 魏景昌 |    |
| 1953年10月-1954年11月 | 林楠   |    |
| 1954年11月-1956年4月  | 杜若牧 |    |
| 1956年9月-1966年7月   | 高芸生 |    |
| 1973年8月-1975年      | 金昭典 |    |
| 1975年-1979年2月      | 成克   |    |
| 1979年2月-1980年8月   | 葉志強 |    |
| 1980年8月-1983年5月   | 劉少華 |    |
| 1983年5月-1992年4月   | 符栄   |    |
| 1992年4月-1995年4月   | 李静波 |    |
| 1995年4月-1997年12月  | 楊天鈞 |    |
| 1997年12月-2003年1月  | 劉建平 |    |
| 2003年1月—            | 羅維東 |    |

### 卒業生

#### 科学者
- 中国科学院院士（魏寿昆、呉自良、柯俊、張興鈐、肖紀美、鄒世昌、王崇愚、徐祖耀、高慶獅、陳難先、李依依、周国治、葉恒強、葛昌純、雒建斌、張統一）

- 中国工程院院士（徐匡迪、范維唐、殷瑞鈺、陳先霖、周邦新、涂銘旌、崔昆、雷廷権、胡正寰、陳国良、柯偉、鍾崛、関傑、劉玠、才鴻年、何季麟、王一徳、張玉卓、蔡美峰、費愛国）

#### 政治家
- 羅幹：元中共中央政法委員会書記
- 劉淇：元北京市委書記
- 范長龍：中共中央軍事委員会副主席
- 郭声琨：中華人民共和国公安部部長
- 黄孟復：元全国政協副主席
- 劉曉峰：全国政協副主席
- 李敏寬：台湾民主自治同盟副主席
- 孫安民：全国工商聯副主席
- 哈斯巴根：全国人大民族委員会副主任
- 李恵東：中国国民党革命委員会秘書長
- 趙光華：中国民主促進会秘書長
- 殷曉静：中華人民共和国中央政府駐香港連絡弁公室副主任
- 高小玫：上海市政協副主席
- 馮炯華：寧夏回族自治区副主席
- 龔世萍：遼寧省人大常委会副主任
- 葉志強：国家冶金工業部副部長
- 邢書成：広州軍区副司令員
- 殷瑞鈺：国家冶金工業部副部長
- 高徳福：吉林省軍区参謀長
- 陸叙生：国家冶金工業部副部長
- 范維唐：国家煤炭工業部副部長
- 方凌江：済南軍区聯勤部自動化站站長
- 応文華：国内貿易部副部長
- 張吾楽：甘粛省省長
- 陸江：国内貿易部副部長
- 馬仲才：山東省委副書記
- 馬錫広：寧夏回族自治区副主席
- 朱志輝：中共雲南省委副書記
- 陳徳栄：浙江省副省長
- 郝遠：甘粛省副省長
- 史和平：江蘇省副省長
- 沈国俊：四川省紀委書記
- 王永明：浙江省人大常委会書記
- 賈錫太：福建省人大常委会副主任
- 靳善忠：山西省人大常委会副主任
- 王四連：湖南省人大常委会副主任
- 桂中岳：陝西省人大常委会副主任
- 王宏民：江蘇省人大常委会副主任
- 周栄昌：内蒙古人大常委会副主任
- 王汀明：湖南省政協副主席
- 付双建：国家工商総局副局長
- 単亦和：国家冶金局副局長
- 朱新均：国家語言文字工委会書記
- 張長富：国家経貿委機関服務局局長
- 徐金堃：国家自然科学基金委局局長
- 許華忠：国家経貿委市場流通司司長
- 喬致奇：国家環保局監督管理司司長
- 劉樹和：国家外国専家局司長
- 龐文華：国家海洋局党組書記
- 鄭新立：中共中央政策研究室副主任
- 張広寧：広東省広州市書記
- 陳建華：広東省広州市市長
- 劉捷：江西省新余市委書記
- 王中丙：広東省湛江市市長
- 王軍：甘粛省蘭州市委書記
- 謝汝煊：広西壮族自治区南寧市市長
- 孫瑞彬：河北省石家荘市委書記
- 于言良：遼寧省朝陽市市長
- 王大名：河北省秦皇島市委書記
- 胡玉亭：山西省晋中市市長
- 王可：広西壮族自治区貴港市委書記
- 王宏民：江蘇省南京市市長
- 豊立祥：山西省大同市委書記
- 黄楚平：湖北省宜昌市委書記
- 孫建群：河北省廊坊市委書記
- 史和平：江蘇省鎮江市委書記
- 孫本先：四川省攀枝花市委書記
- 張漢東：新疆維吾爾自治区阿勒泰地区委書記
- 郝振賢：四川省広元市委書記

## 対外関係
以下機関と海外交流協定を結んでいる。
- アメリカ合衆国
  - リーハイ大学
  - ペンシルベニア大学
  - カリフォルニア大学
- イギリス
  - クイーン・メアリー (ロンドン大学)
  - リヴァプール大学
- カナダ
  - マックマスター大学
  - モントリオール理工科大学
- オーストラリア
  - ウーロンゴン大学
- 日本
  - 室蘭工業大学
  - 東京電機大学
  - 神奈川大学
  - 北海道大学
  - 京都産業大学
  - 大阪工業大学
  - 九州工業大学
  - 東京工科大学
  - 東京理科大学
  - 法政大学
- ドイツ
  - アーヘン工科大学
  - ドルトムント工科大学
- ポーランド
  - en:Silesian University of Technology
- スウェーデン
  - スウェーデン王立工科大学
  - en:Luleå University of Technology
- 台湾
  - 国立台北科技大学
  - 大葉大学